# Montreuil-sur-Thérain
Montreuil-sur-Thérain ist eine französische Gemeinde mit 244 Einwohnern (Stand: 1. Januar 2022) im Département Oise in der Region Hauts-de-France. Die Gemeinde liegt im Arrondissement Beauvais und ist Teil der Communauté de communes Thelloise und des Kantons Chaumont-en-Vexin.

## Geographie
Die Gemeinde liegt westlich des Thérain, dessen Tal mit Teichen durchsetzt ist, an der Bahnstrecke von Beauvais nach Creil (mit Haltepunkt an der Grenze zu Villers-Saint-Sépulcre), rund zehn Kilometer nördlich von Noailles.

## Geschichte
Die flächenmäßig kleine Gemeinde war von 1825 bis 1835 mit der Nachbargemeinde Villers-Saint-Sépulcre vereinigt.

## Einwohner
| 1962 | 1968 | 1975 | 1982 | 1990 | 1999 | 2006 | 2011 |
| ---- | ---- | ---- | ---- | ---- | ---- | ---- | ---- |
| 77   | 100  | 89   | 115  | 145  | 182  | 220  | 245  |

## Verwaltung
Bürgermeister (maire) ist seit 2001 Alain Arnold.

## Sehenswürdigkeiten
- Einschiffige Kirche Notre-Dame de l’Assomption aus der ersten Hälfte des 12. Jahrhunderts, mit zweijochigem Chor, auf dessen erstem Joch der Glockenturm aufsitzt[1] (siehe auch: Liste der Monuments historiques in Montreuil-sur-Thérain)
- Bildstock
- Kriegerdenkmal

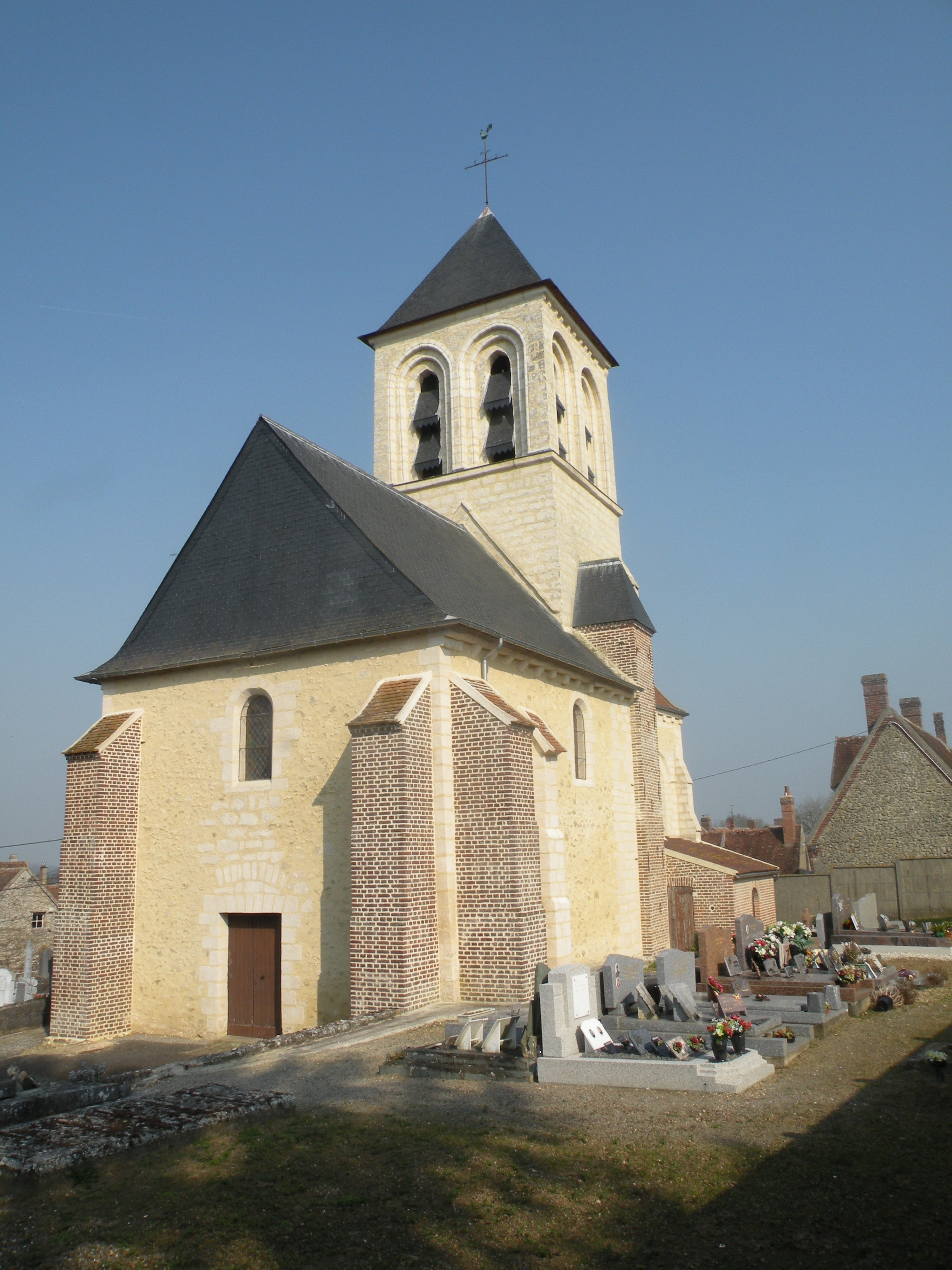
Mariä-Himmelfahrts-Kirche
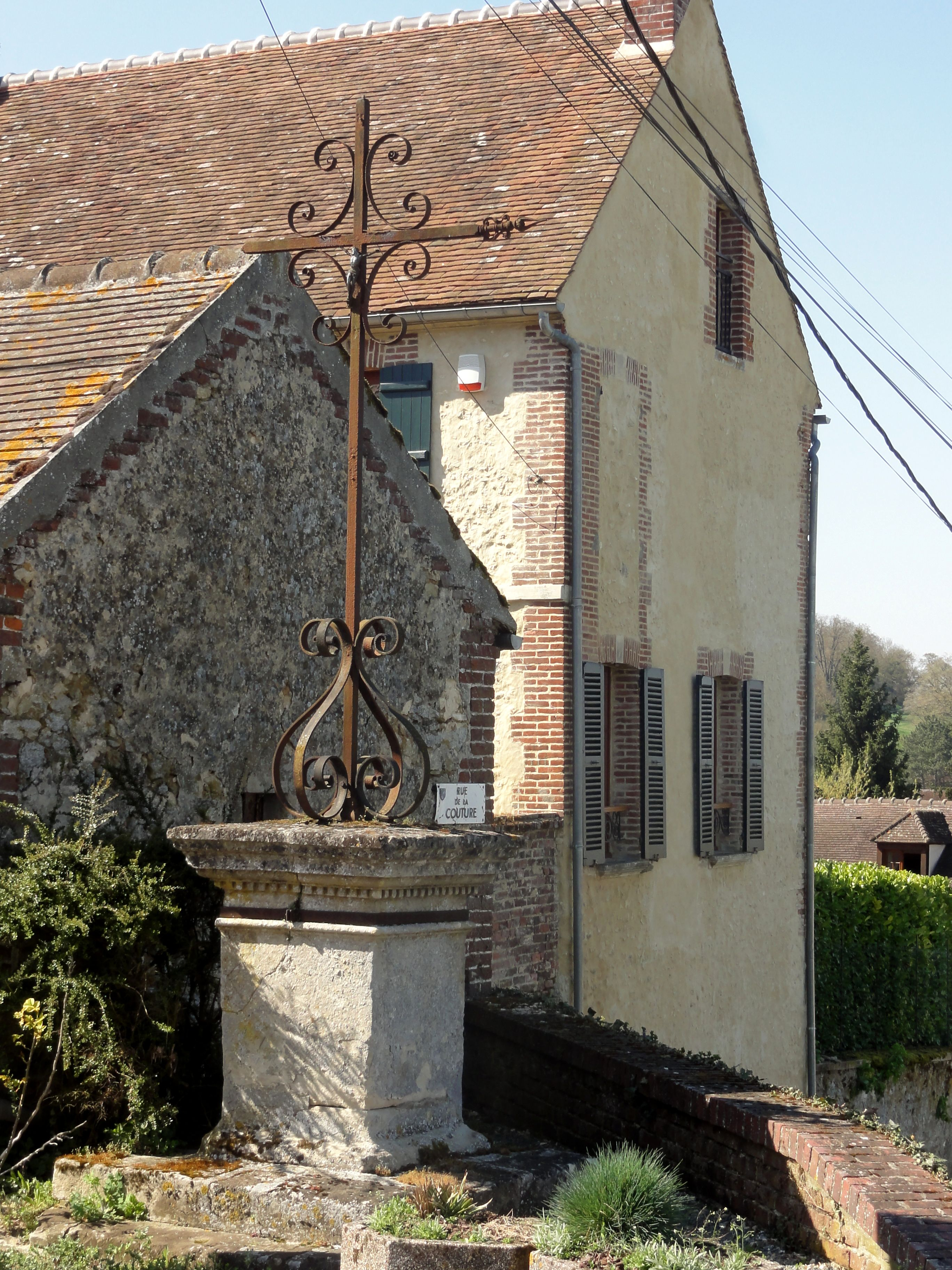
Bildstock
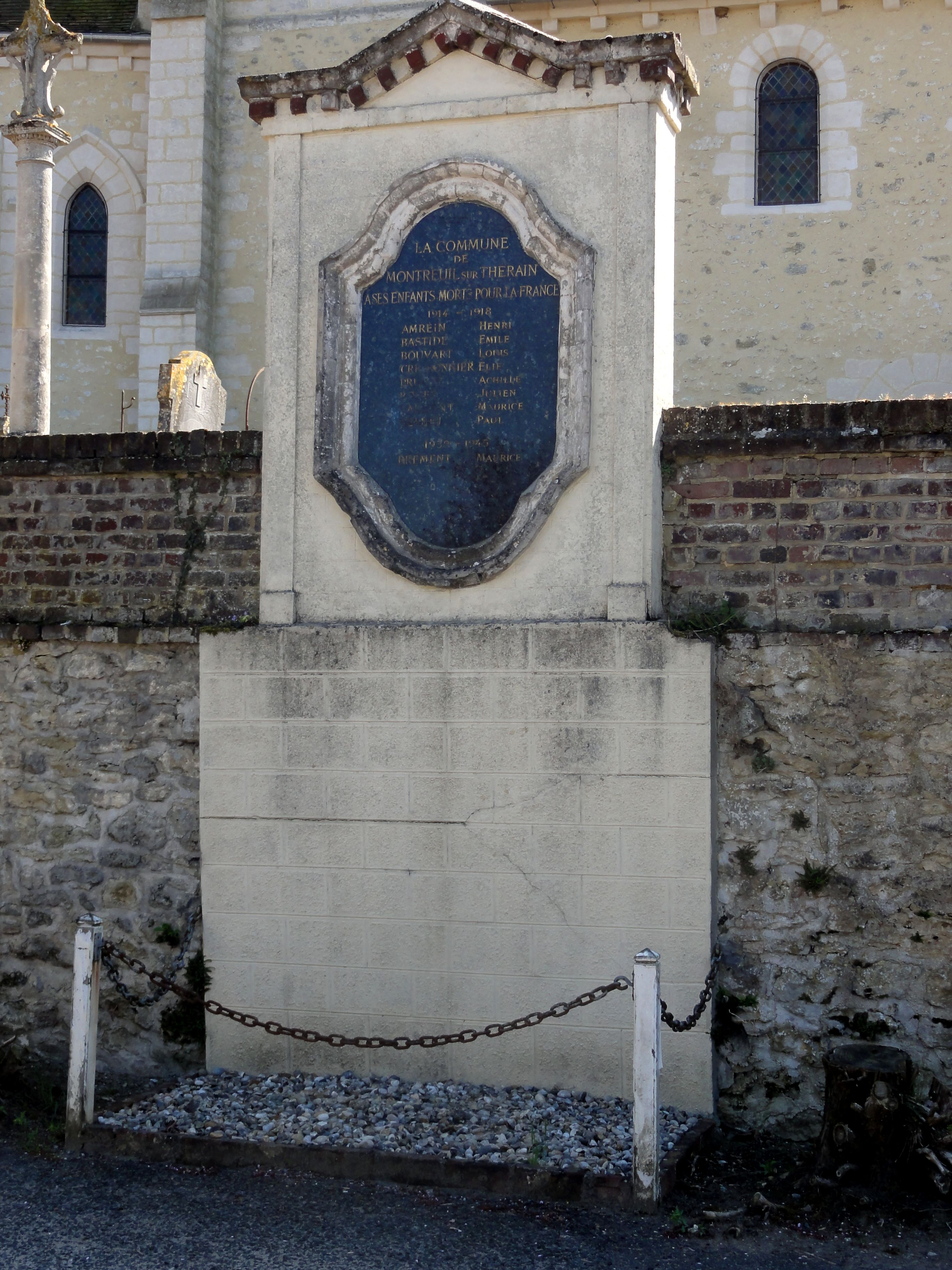
Kriegerdenkmal
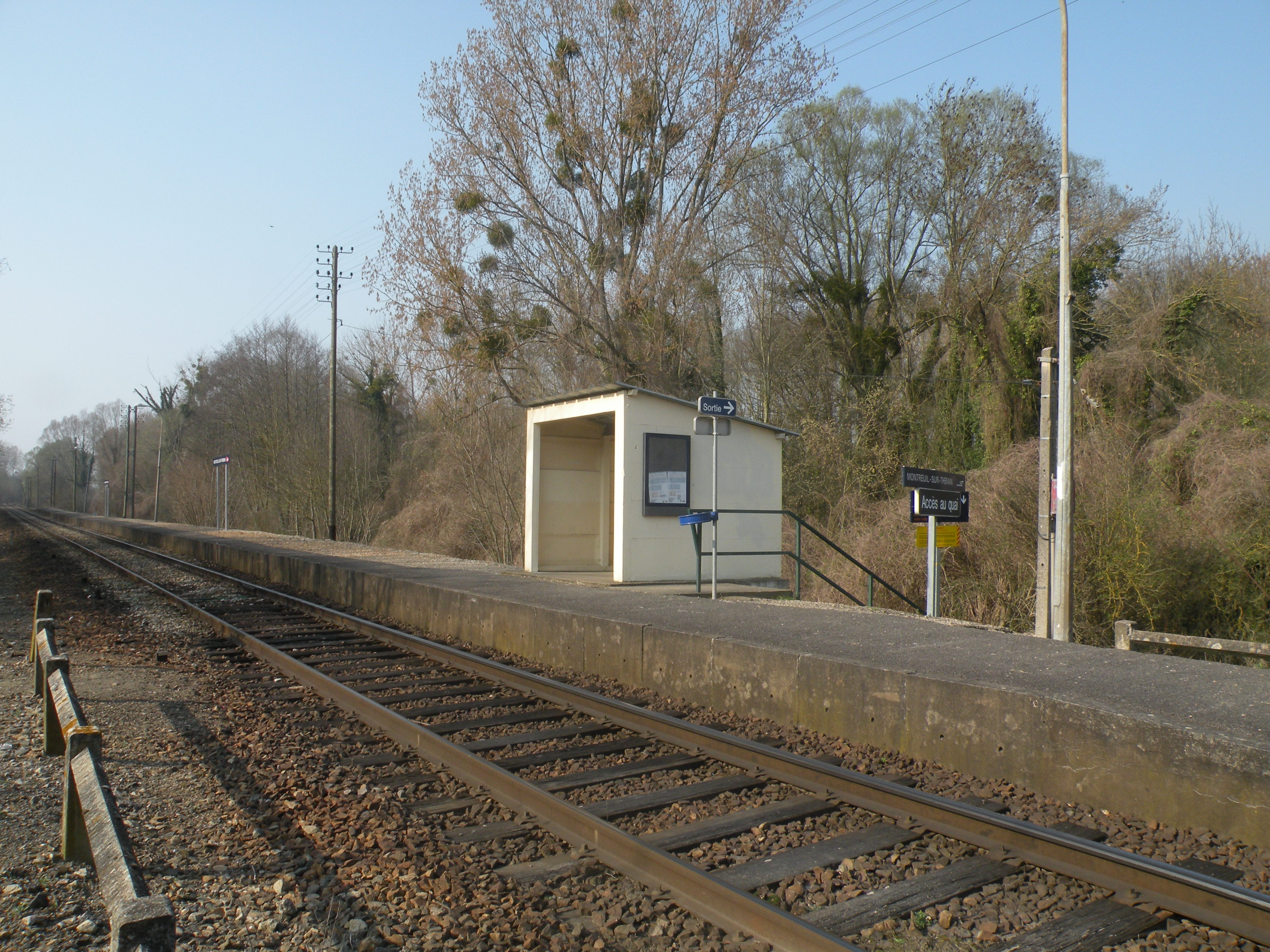
Haltepunkt an der Bahnlinie von Beauvais nach Creil